# Cleja
Cleja là một xã thuộc hạt Bacău, România. Dân số thời điểm năm 2002 là 6903 người.